# 南开大学金融学院

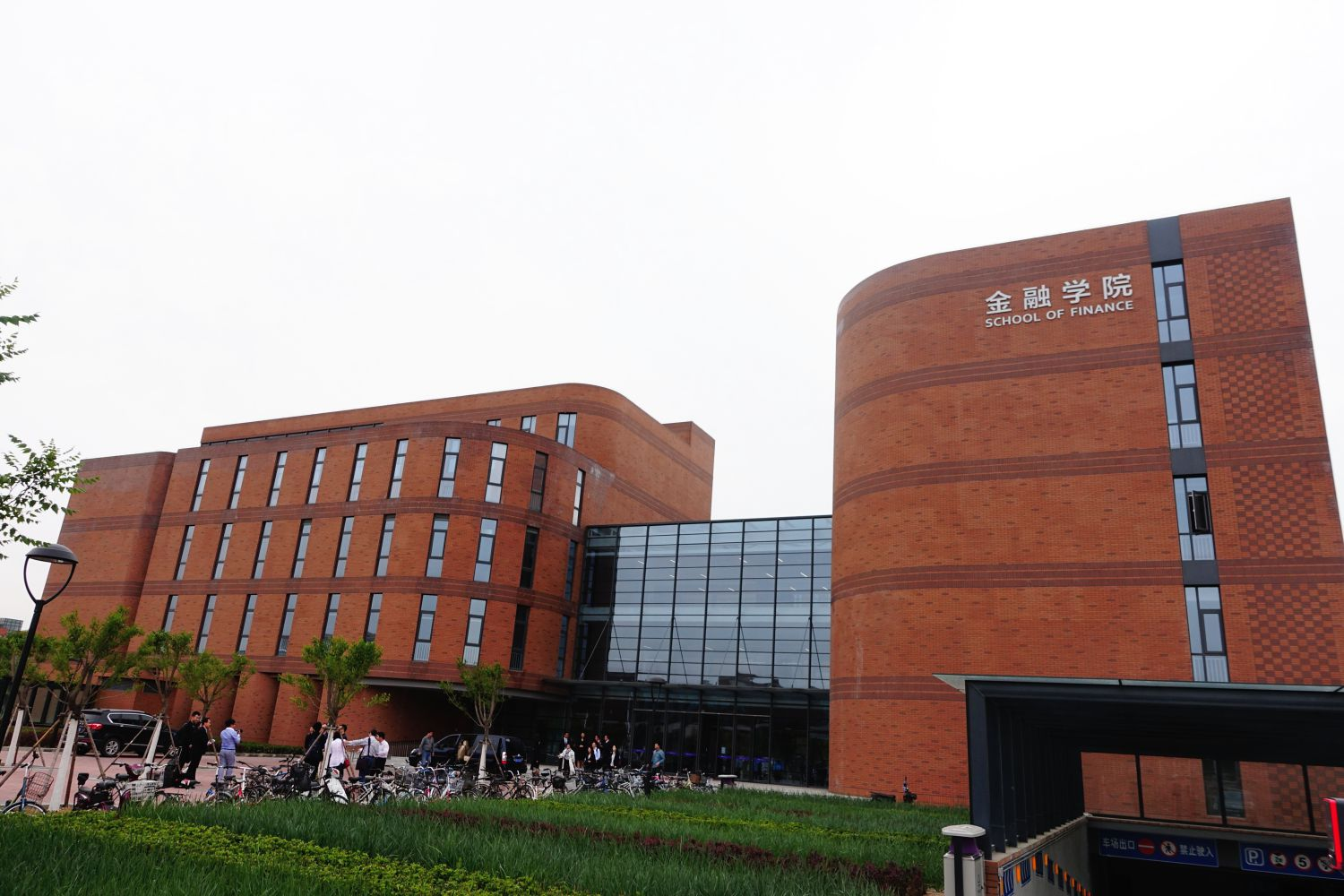
南开大学金融学院

南开大学金融学院，成立于2015年6月15日，其历史可以追溯至1923年成立的南开大学经济学科。1958年，南开大学经济管理类学科被抽调组建河北财经学院（今天津财经大学）。改革开放后，南开大学经济学院恢复重建。
计量经济学家白聚山任金融学院首任院长，北京英蓝置业公司副董事长刘禹东任金融学院联席院长，中国进出口银行前董事长、行长李若谷任金融学院名誉院长。